# Obični krpelj
Obični krpelj (Ixodes ricinus) je krpelj šikare koji parazitira na stoci, jelenima, psima i ostalim životinjama, kao i na ljudima. Obični krpelj može prenositi različite bolesti uključujući babeziozu, encefalomijelitis ovaca, lajmsku bolest, Q groznicu i mnoge druge.
Ova vrsta nosi naziv ricinus zato što ženka kada se nasisa krvi postane velika poput zrna graška i izgledom i bojom podsjeća na plod biljke ricinus.